# Trelew
Trelew város Argentína Chubut tartományában, Rawson megyében. Bár ez a megye legnépesebb települése (2019-ben több mint 100 000 lakója volt), mégsem ez a megyeszékhely. Jelentős kereskedelmi és textilipari központ, az országban termelt gyapjú 90%-a innen származik. A termékek jó részét külföldre viszik a közeli kikötőkből (Puerto Madryn és Puerto Deseado).

## Fekvése
A város Patagónia és azon belül Chubut tartomány északkeleti részén található, Rawson megye középpontjától egy kissé nyugatra. Tőle délre folyik el keleti irányba a Chubut folyó, amely néhány kilométerrel később, Rawson városánál az Atlanti-óceánba torkollik.
Trelewben keresztezi egymást az ország két fontos főútja, a 25-ös, amely Rawsonból nyugat felé indulva csaknem az Andokig tart, illetve a 3-as, amely észak felé Buenos Airesig, dél felé a tűzföldi Ushuaia térségébe vezet. Magának a városnak az utcahálózata jórészt egymást derékszögben metsző utcákból áll.

## Története
A város kialakulása (és a spanyol nyelvterületen szokatlan neve is) a Walesből a 19. században érkezett telepeseknek köszönhető. 1865. július 28-án a Mimosa nevű hajó 153 walesi bevándorlót hozott a közeli Golfo Nuevo öböl partjára, a mai Puerto Madrynba, akik néhány kilométerrel odébb a mai Rawson városának helyén, a Chubut folyó jobb partján települést alapítottak. A következő években a térségben egyre többen települtek le. A mai Trelew területén három úgynevezett chacra (farm, szántóföldes terület) létesült, amelyek Lodwig Williams, Peter Jones és Jasiah Williams tulajdonában álltak. 1867-re csatornák építésével már az öntözést is megoldották.
A vidéken kiváló minőségű búza termett, ám az értékesítése nehézségekbe ütközött a terület elzártsága, nehéz megközelíthetősége miatt, ezért vasútépítés mellett döntöttek. Az argentin kormány is támogatta az elképzelést, így megszületett az 1884. október 20-i keltezésű 1539-es törvény, amely felhatalmazást adott az építkezésre. A munkálatok, amelyekben Jones Williams mérnök vezetésével mintegy 250 munkás vett részt, 1886 második felében kezdődtek el a két végpont, Puetro Madryn és Trelew irányából kiindulva. Az elkészült vasútvonal, a Ferrocarril Central Chubut ünnepélyes felavatására 1889. május 25-én került sor. A trelewi vasútállomás környékén ezután gyors városfejlődés indult meg: üzletek, bankok, posta, szállodák, üzemek jelentek meg.
A település ekkor azonban még Gaiman és Rawson községek alárendeltje volt. Önálló községként 1903-ban ismerte el Julio Argentino Roca elnök rendelete. Az első, öttagú közgyűlés 1904. április 18-án ült össze, elnöknek a vasútépítő mérnök Williamset választották. Neve a walesi nyelvből származik: a tre jelentése falu, a lew pedig a Lewis név rövidítése, és Lewis Jonesra utal, aki a vasútépítés egyik fő segítője volt.

## Nevezetességek
A városban található a Museo Regional Pueblo de Luis nevű múzeum, ahol mind a walesi telepesek, mind a környék őslakói, a tevelcse és mapucse indiánok emlékei megtekinthetők. A Egidio Feruglio Őslénytani Múzeum egész Dél-Amerikában az egyik legjelentősebb ilyen jellegű kiállítóhely.
Trelewben repülőtér és csillagászati obszervatórium is működik, és amíg le nem bontották, itt állt a világ egyik legmagasabb adótornya, a Torre Omega. Régi épületei közül a Moriah nevű kápolna nevezetes.

## Képek

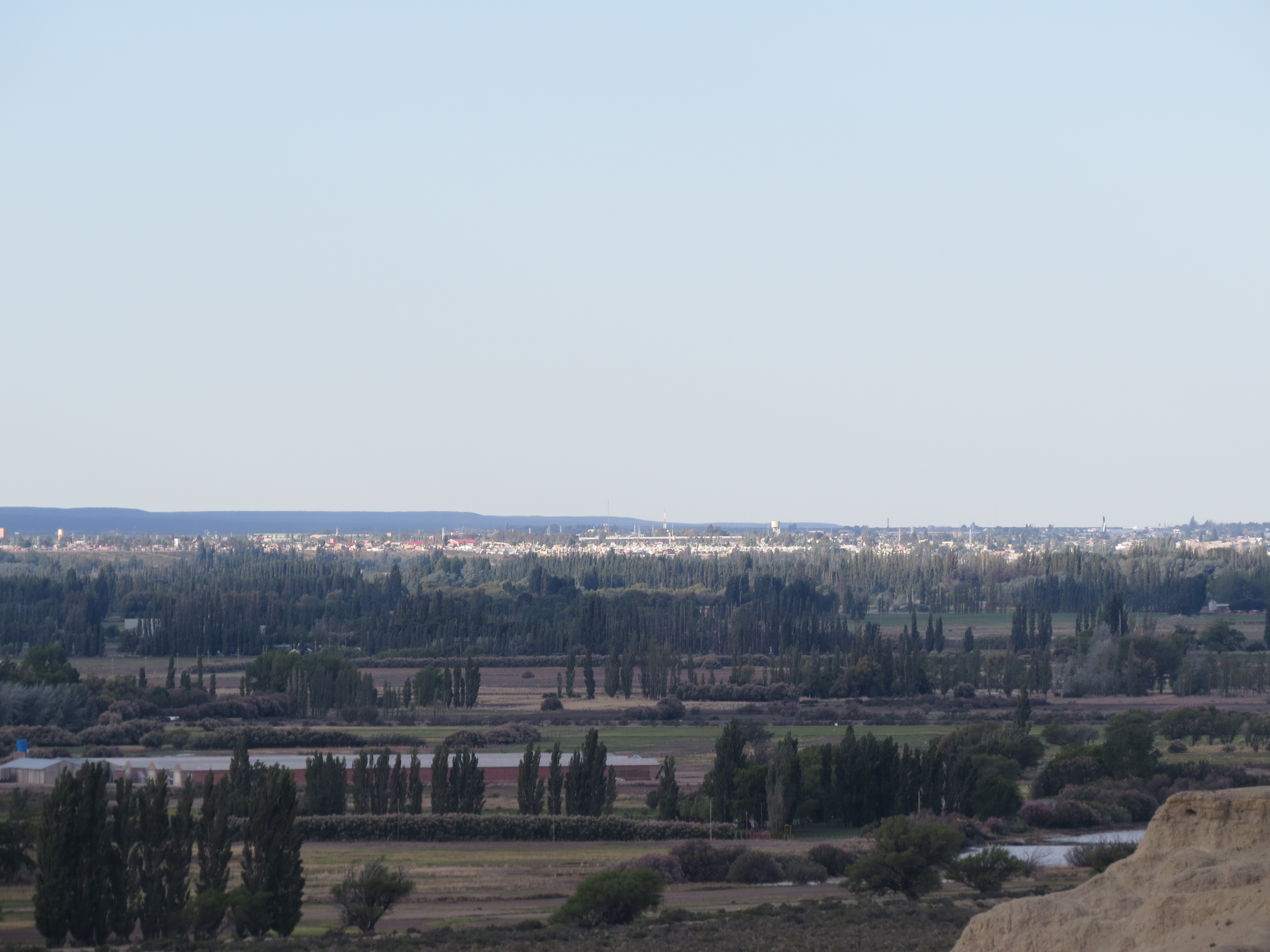
Trelew látképe
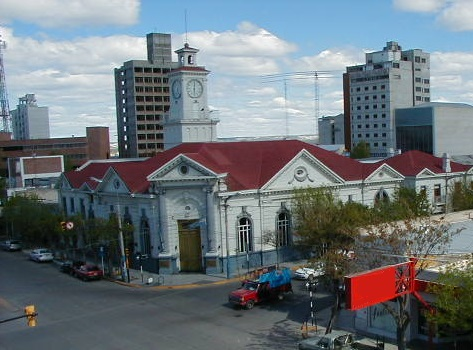
Belvárosi részlet
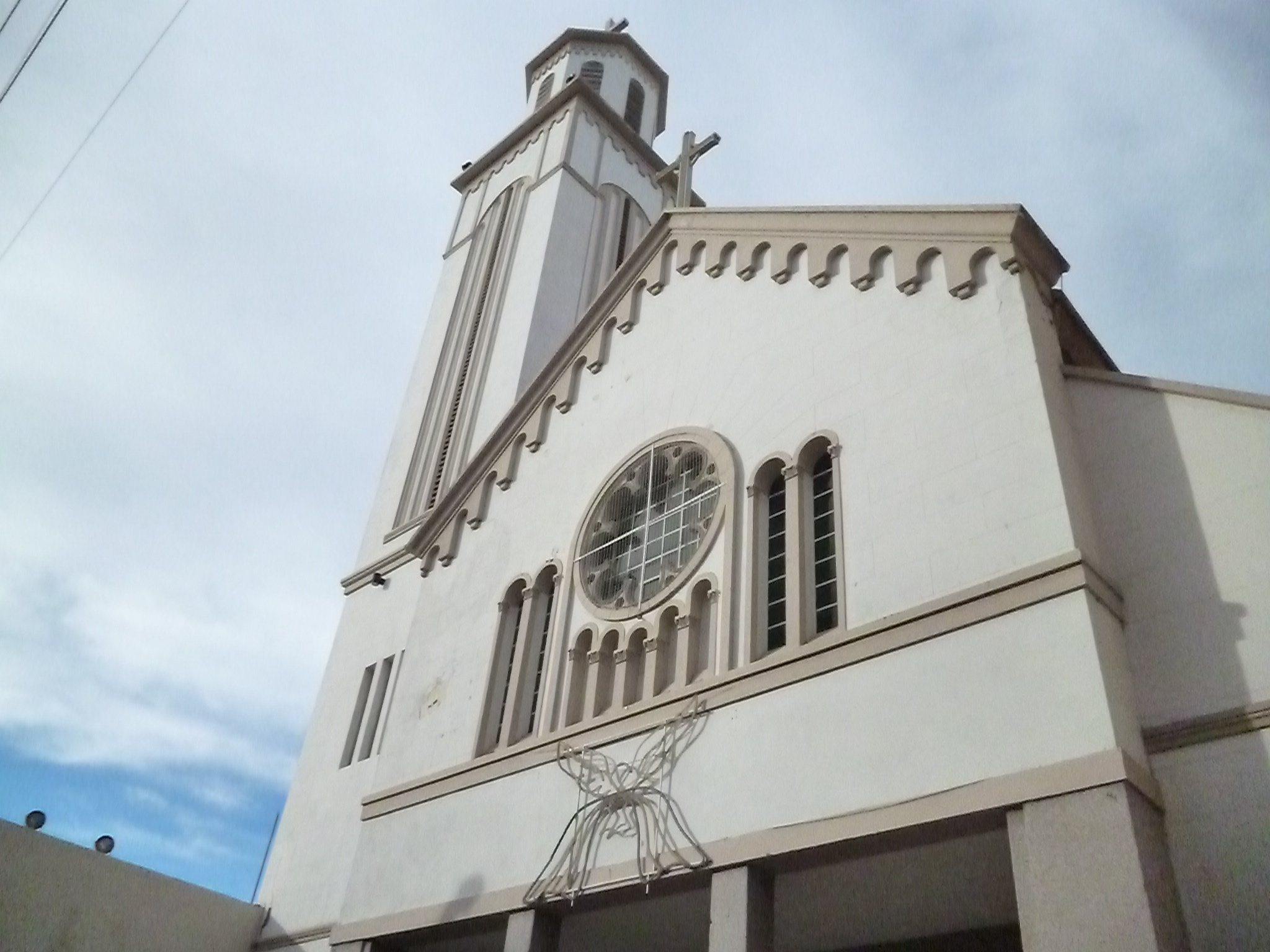
A Segítő Mária-templom
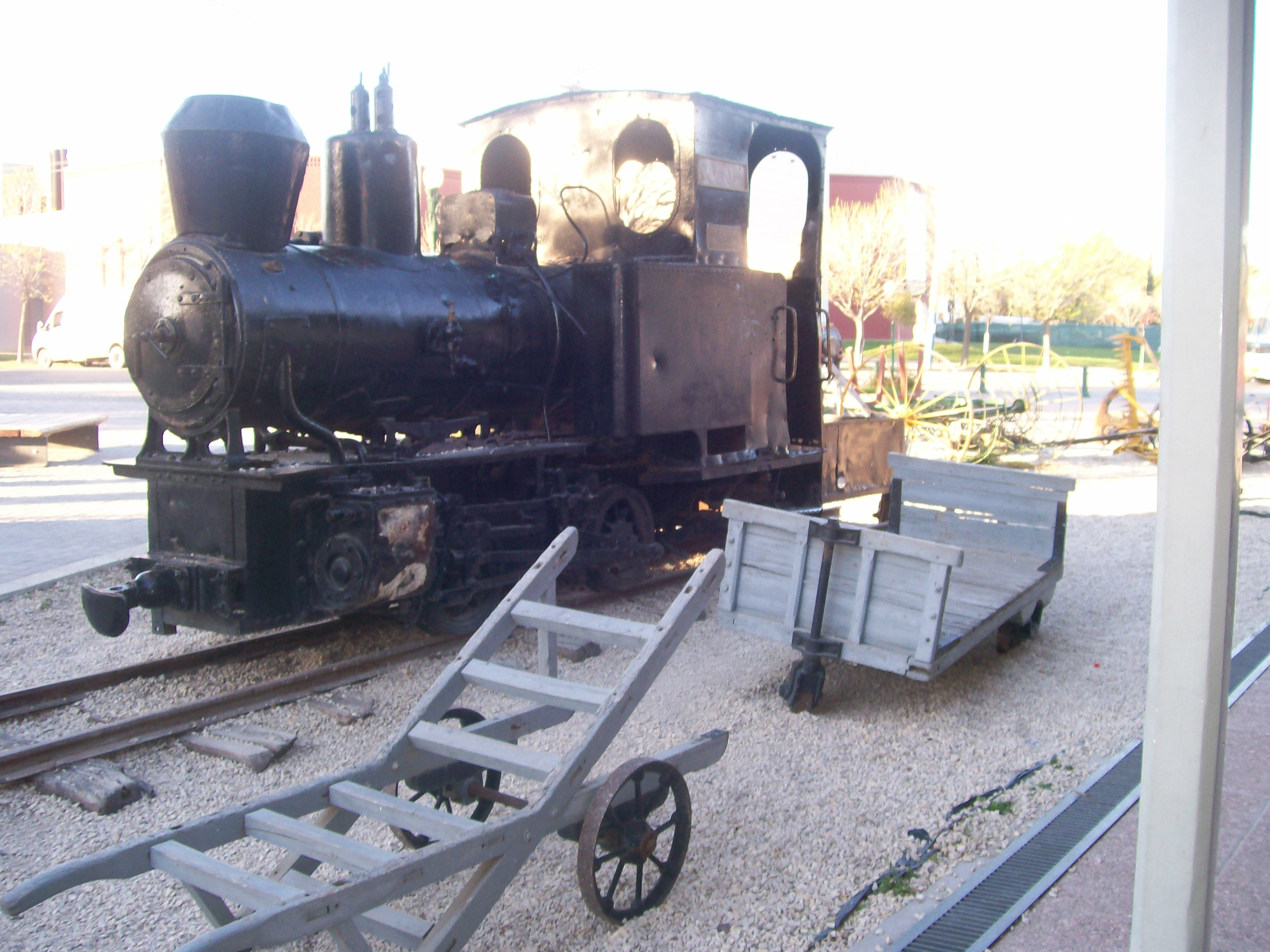
Szobormozdony a vasútállomáson